# Wairau (fleuve)
Pour les articles homonymes, voir Wairau.
Le fleuve Wairau (en anglais : Wairau River) est un des plus longs cours d'eau de l’île du Sud de la Nouvelle-Zélande, dans la Région et le District de Marlborough, et a son embouchure dans le Détroit de Cook.

## Géographie
Il coule sur 170 kilomètres de la chaîne des ’Spenser Mountains’ (une chaîne au nord des Alpes du Sud), d’abord vers le nord et ensuite vers le nord-est, descendant le long d’une vallée étroite dans la partie interne de la région de Marlborough.

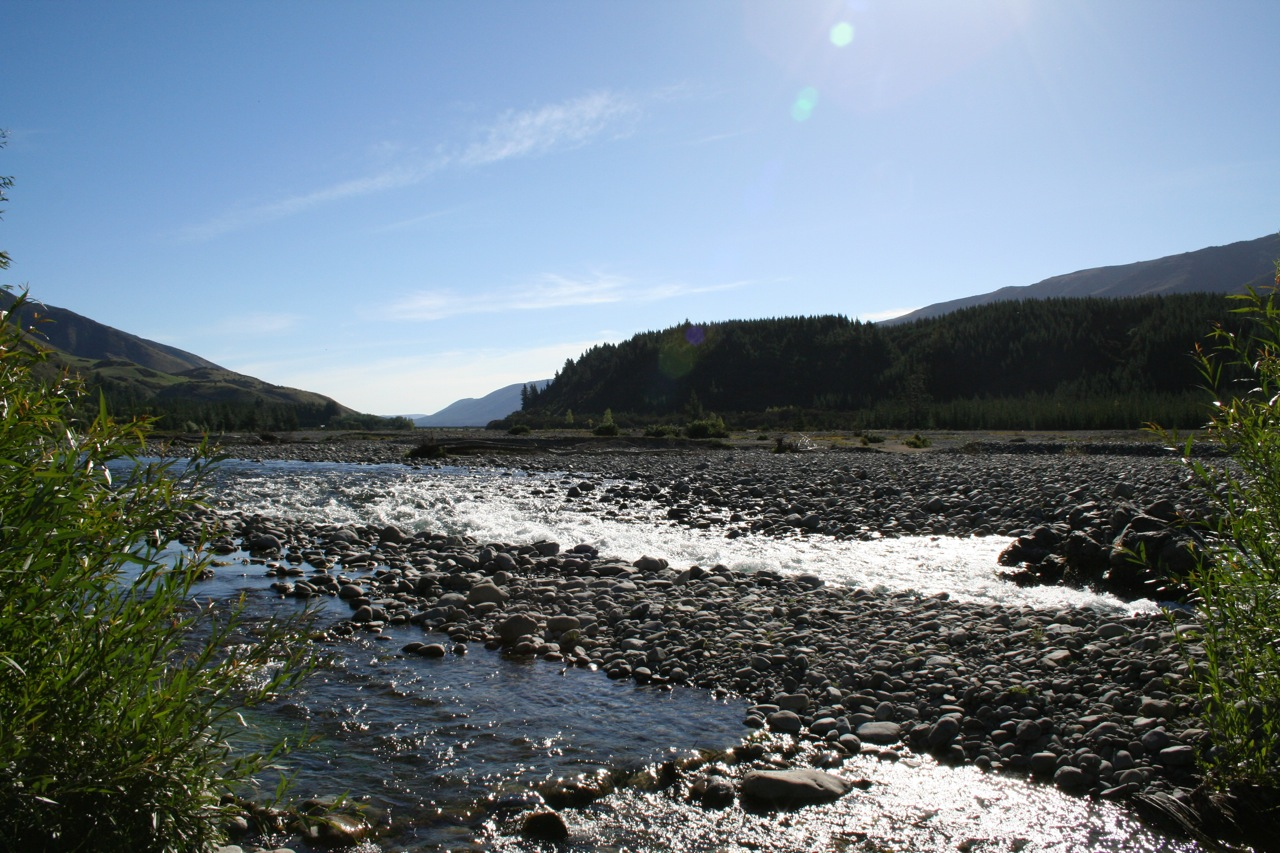
Vue du point Kowhai dans la vallée de Wairau

Le cours inférieur du fleuve est connu pour sa plaine fertile, qui est actuellement l’une des meilleures régions de production des vins de Nouvelle-Zélande.
Le fleuve se jette dans le détroit de Cook au niveau de Cloudy Bay, juste au nord de la ville de Blenheim dans le coin nord-est de l’île du Sud.

### Bassin versant
Son bassin versant est de 4 220 km2.

## Aménagements et écologie

### Histoire
Le fleuve Wairau rencontre la mer au niveau de Wairau Bar (en), qui est un site archéologique important.
À la période pré-européenne et au début de la colonisation de la Nouvelle-Zélande, l’une des plus importantes installations des Maoris dans l’île du Sud était situé immédiatement à proximité de l’embouchure du fleuve Wairau.
La vallée de la rivière : la ’Wairau Valley’ fut en 1843, le siège du « massacre de Wairau », le premier conflit violent entre les résidents Maori et les colons anglais arrivant en Nouvelle-Zélande.

### Hydro-électricité
Il y a actuellement deux centrales hydro-électriques, qui fonctionnent sur les affluents de la rivière. Mais le projet dit projet de centrale hydroélectrique de Wairau (en) proposé par la société TrustPower devrait fonctionner avec un canal de 48 kilomètres de long et plus de 60 % du flux du fleuve sera alors dérivé par le canal. Une enquête publique dite autorisation préalable (en) a été réalisée pour la mise en place de ce projet mais les opposants en ont appelé à la justice de la haute cour de l'environnement (en).